# Henryk de Montpensier

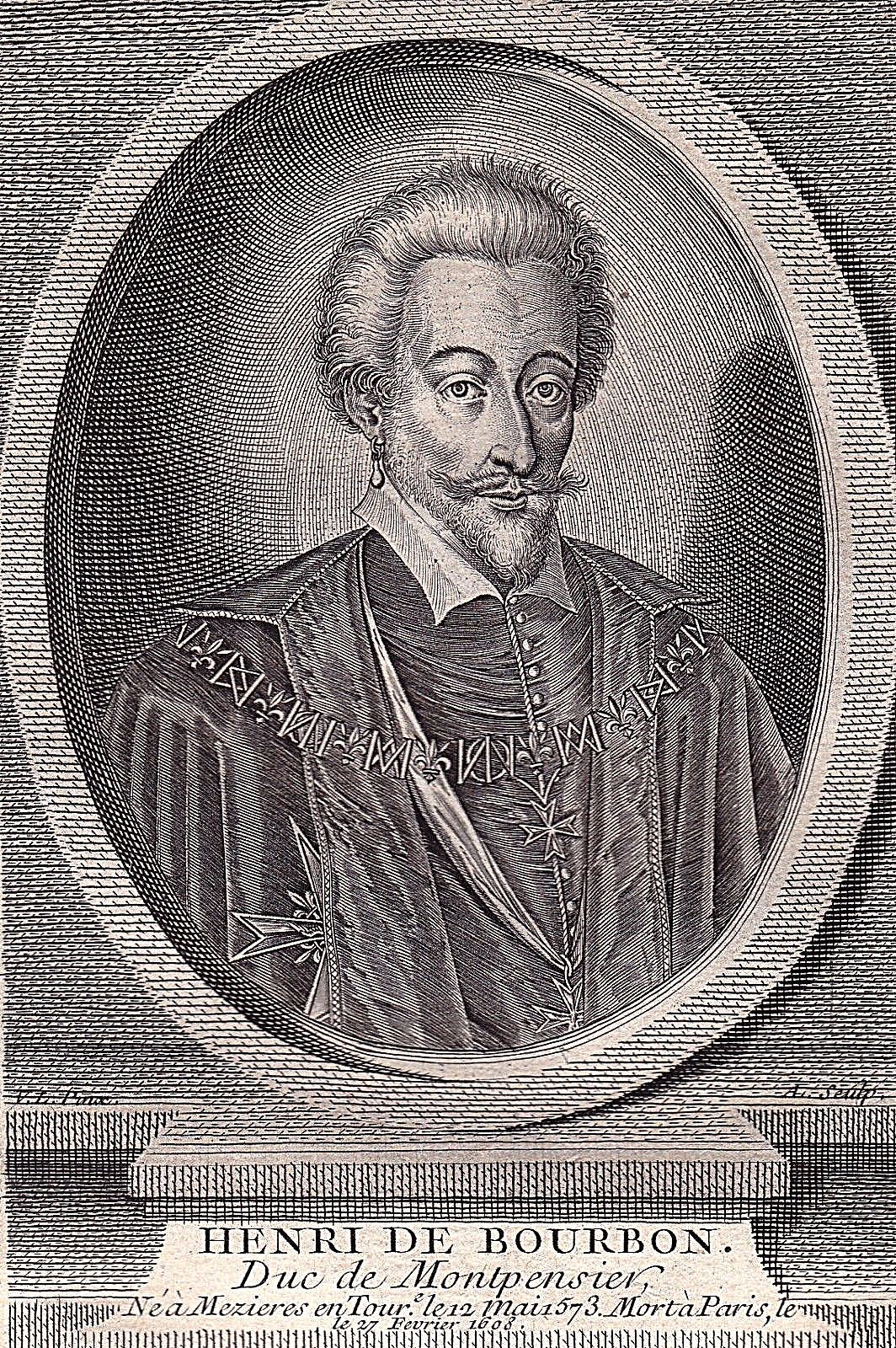
Henryk, książę de Montpensier

Henryk de Bourbon-Montpensier (ur. 19 maja 1573 w Mézières, zm. 27 lutego 1608 w Paryżu), książę de Montpensier i Par Francji, książę de Dombes, delfin Owernii, książę de Saint-Fargeau i Par Francji, książę de Châtellerault, książę de La Roche-sur-Yon, markiz de Mézieres, hrabia de Mortain, de Bar-sur-Seine, pan de Beaujeu, de Champigny. Jedyne dziecko Franciszka, księcia de Montpensier, i Renaty Andegaweńskiej, markizy de Mézieres, córki markiza Mikołaja d'Anjou-Mézieres.
Za życia ojca używał tytułu księcia de Dombes. Po śmierci ojca w 1592 r. odziedziczył wszystkie jego tytuły. U boku ojca brał udział w walkach przeciwko Lidze Katolickiej u boku króla Henryka IV. W 1590 r. Henryk brał udział w walkach w Bretanii. Dowodził wojskami królewskimi w bitwie pod Craon 23 maja 1592 r. Został mianowany gubernatorem Normandii. W 1593 r. brał udział w oblężeniu Dreux. W 1595 r. został kawalerem Orderu Świętego Ducha. W 1596 r. walczył z Hiszpanami w Artois, a w 1600 r. prowadził wyprawę do Sabaudii.
W 1597 r. poślubił Henriettę Katarzynę, księżnę de Joyeuse (8 stycznia 1585 - 25 lutego 1656), córkę księcia Henryka I i Katarzyny de la Valette. Henryk i Henrietta mieli razem jedną córkę:
- Maria (15 października 1605 - 4 czerwca 1627), księżna de Montpensier, żona Gastona, księcia Orleanu